# 開放日

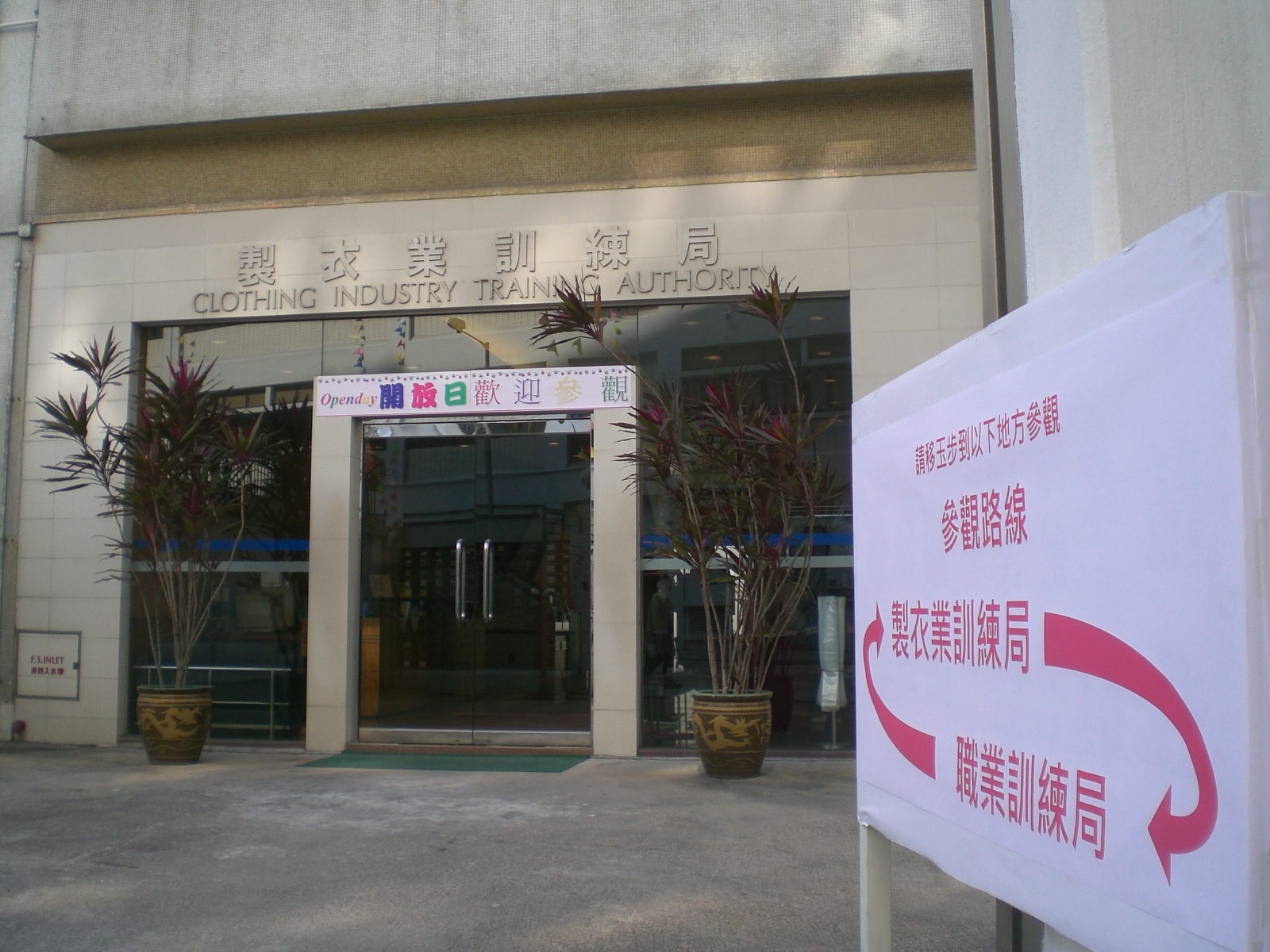
中心開放日

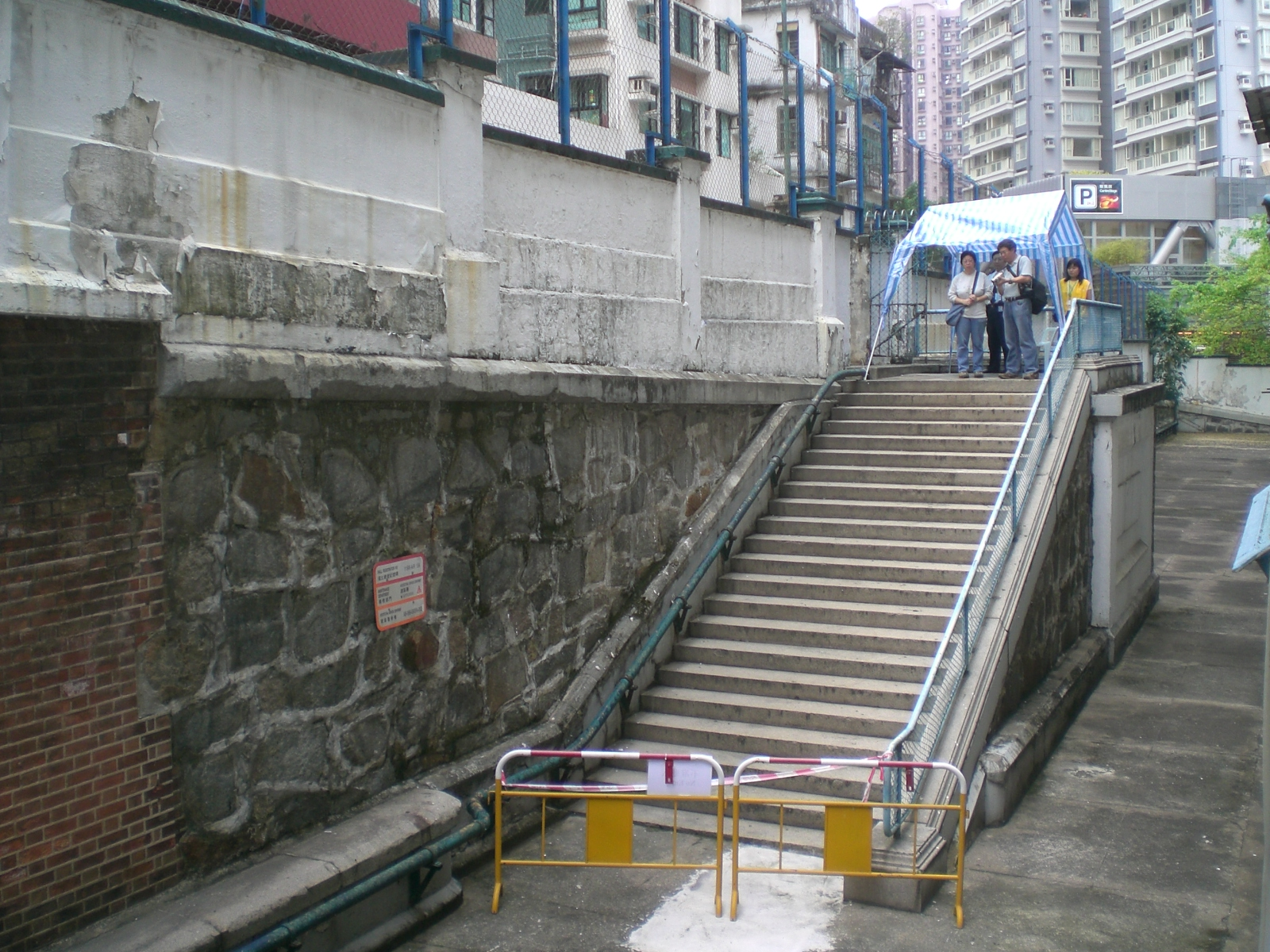
古蹟開放日

開放日，是公共關係項目活動之一。一個地方或者一間機構組織、公司、政府部門等，平日謝絕參觀，但是在指定的一天半天，開放給公眾參觀，主要目的是讓公眾多一點了解，建立正面公眾形象。

## 例子
- 軍營
- 禮賓府
- 戰艦
- 學校
- 鐵路設施
- 機場
- 工廠

## 是日活動
- 開幕儀式
- 攤位遊戲
- 嘉年華
- 展覽會
- 示範表演
- 賣物會
- 講座
- 歌唱比賽
- 天才表演
- 即場面試

## 支援
- 快餐、餐廳、飯堂、小賣部
- 熱狗、汽水、爆谷、棉花糖
- 大會廣播
- 攝影
- 橫幅
- 海報
- 保安
- 醫護急救

## 其他
- 輪班工作制
- 工地秀
- 戇豆先生
- 遊戲
- 禁區

1. ↑  . openhouse.sinica.edu.tw.   [2025-07-04] （中文（臺灣））.
2. ↑  . 大公文匯網.   [2025-07-04] （zh-Hans-HK）.